# Josef Cumpe
Josef Cumpe (Bohumilice, 16 agosto 1868 – 12 agosto 1943) è stato un compositore di scacchi boemo (cecoslovacco dal 1921).
Prete cattolico, fu uno dei pionieri della scuola boema di composizione. 
Pubblicò circa 1500 problemi, prevalentemente diretti in tre e più mosse, ma anche di aiutomatto e altri generi eterodossi. Preferiva le posizioni con pochi pezzi, in particolare le miniature (posizioni con al massimo sette pezzi).

È considerato uno dei più geniali problemisti boemi.
Dopo la sua morte il compositore Miroslav Soukup gli rese omaggio con il libro Vĕrný Čech (Praga, 1943), una selezione dei suoi migliori 100 problemi. Al termine l'autore presenta due problemi di aiutomatto in tre mosse nella stessa scacchiera, nel primo dei quali i pezzi formano la lettera J e nel secondo la lettera C, le iniziali di Josef Cumpe.
Molti suoi problemi sono compresi nelle raccolte Schachminiaturen di Oskar Blumenthal.
Scrisse il libro Žertem Doopravdy (Praga, 1941), una raccolta di 50 problemi eterodossi.
Tre suoi problemi di matto in tre mosse:
|   | a | b | c | d | e | f | g | h |   |
| 8 | a7 pedone del nero · g7 pedone del nero · a6 torre del nero · b6 pedone del nero · g6 re del bianco · a5 alfiere del nero · b5 donna del bianco · d5 alfiere del bianco · e5 re del nero · h5 cavallo del bianco · b4 pedone del nero · b3 pedone del nero · e3 cavallo del bianco · h3 pedone del nero · b2 pedone del bianco · h2 pedone del bianco | a7 pedone del nero · g7 pedone del nero · a6 torre del nero · b6 pedone del nero · g6 re del bianco · a5 alfiere del nero · b5 donna del bianco · d5 alfiere del bianco · e5 re del nero · h5 cavallo del bianco · b4 pedone del nero · b3 pedone del nero · e3 cavallo del bianco · h3 pedone del nero · b2 pedone del bianco · h2 pedone del bianco | a7 pedone del nero · g7 pedone del nero · a6 torre del nero · b6 pedone del nero · g6 re del bianco · a5 alfiere del nero · b5 donna del bianco · d5 alfiere del bianco · e5 re del nero · h5 cavallo del bianco · b4 pedone del nero · b3 pedone del nero · e3 cavallo del bianco · h3 pedone del nero · b2 pedone del bianco · h2 pedone del bianco | a7 pedone del nero · g7 pedone del nero · a6 torre del nero · b6 pedone del nero · g6 re del bianco · a5 alfiere del nero · b5 donna del bianco · d5 alfiere del bianco · e5 re del nero · h5 cavallo del bianco · b4 pedone del nero · b3 pedone del nero · e3 cavallo del bianco · h3 pedone del nero · b2 pedone del bianco · h2 pedone del bianco | a7 pedone del nero · g7 pedone del nero · a6 torre del nero · b6 pedone del nero · g6 re del bianco · a5 alfiere del nero · b5 donna del bianco · d5 alfiere del bianco · e5 re del nero · h5 cavallo del bianco · b4 pedone del nero · b3 pedone del nero · e3 cavallo del bianco · h3 pedone del nero · b2 pedone del bianco · h2 pedone del bianco | a7 pedone del nero · g7 pedone del nero · a6 torre del nero · b6 pedone del nero · g6 re del bianco · a5 alfiere del nero · b5 donna del bianco · d5 alfiere del bianco · e5 re del nero · h5 cavallo del bianco · b4 pedone del nero · b3 pedone del nero · e3 cavallo del bianco · h3 pedone del nero · b2 pedone del bianco · h2 pedone del bianco | a7 pedone del nero · g7 pedone del nero · a6 torre del nero · b6 pedone del nero · g6 re del bianco · a5 alfiere del nero · b5 donna del bianco · d5 alfiere del bianco · e5 re del nero · h5 cavallo del bianco · b4 pedone del nero · b3 pedone del nero · e3 cavallo del bianco · h3 pedone del nero · b2 pedone del bianco · h2 pedone del bianco | a7 pedone del nero · g7 pedone del nero · a6 torre del nero · b6 pedone del nero · g6 re del bianco · a5 alfiere del nero · b5 donna del bianco · d5 alfiere del bianco · e5 re del nero · h5 cavallo del bianco · b4 pedone del nero · b3 pedone del nero · e3 cavallo del bianco · h3 pedone del nero · b2 pedone del bianco · h2 pedone del bianco | 8 |
| 7 | a7 pedone del nero · g7 pedone del nero · a6 torre del nero · b6 pedone del nero · g6 re del bianco · a5 alfiere del nero · b5 donna del bianco · d5 alfiere del bianco · e5 re del nero · h5 cavallo del bianco · b4 pedone del nero · b3 pedone del nero · e3 cavallo del bianco · h3 pedone del nero · b2 pedone del bianco · h2 pedone del bianco | a7 pedone del nero · g7 pedone del nero · a6 torre del nero · b6 pedone del nero · g6 re del bianco · a5 alfiere del nero · b5 donna del bianco · d5 alfiere del bianco · e5 re del nero · h5 cavallo del bianco · b4 pedone del nero · b3 pedone del nero · e3 cavallo del bianco · h3 pedone del nero · b2 pedone del bianco · h2 pedone del bianco | a7 pedone del nero · g7 pedone del nero · a6 torre del nero · b6 pedone del nero · g6 re del bianco · a5 alfiere del nero · b5 donna del bianco · d5 alfiere del bianco · e5 re del nero · h5 cavallo del bianco · b4 pedone del nero · b3 pedone del nero · e3 cavallo del bianco · h3 pedone del nero · b2 pedone del bianco · h2 pedone del bianco | a7 pedone del nero · g7 pedone del nero · a6 torre del nero · b6 pedone del nero · g6 re del bianco · a5 alfiere del nero · b5 donna del bianco · d5 alfiere del bianco · e5 re del nero · h5 cavallo del bianco · b4 pedone del nero · b3 pedone del nero · e3 cavallo del bianco · h3 pedone del nero · b2 pedone del bianco · h2 pedone del bianco | a7 pedone del nero · g7 pedone del nero · a6 torre del nero · b6 pedone del nero · g6 re del bianco · a5 alfiere del nero · b5 donna del bianco · d5 alfiere del bianco · e5 re del nero · h5 cavallo del bianco · b4 pedone del nero · b3 pedone del nero · e3 cavallo del bianco · h3 pedone del nero · b2 pedone del bianco · h2 pedone del bianco | a7 pedone del nero · g7 pedone del nero · a6 torre del nero · b6 pedone del nero · g6 re del bianco · a5 alfiere del nero · b5 donna del bianco · d5 alfiere del bianco · e5 re del nero · h5 cavallo del bianco · b4 pedone del nero · b3 pedone del nero · e3 cavallo del bianco · h3 pedone del nero · b2 pedone del bianco · h2 pedone del bianco | a7 pedone del nero · g7 pedone del nero · a6 torre del nero · b6 pedone del nero · g6 re del bianco · a5 alfiere del nero · b5 donna del bianco · d5 alfiere del bianco · e5 re del nero · h5 cavallo del bianco · b4 pedone del nero · b3 pedone del nero · e3 cavallo del bianco · h3 pedone del nero · b2 pedone del bianco · h2 pedone del bianco | a7 pedone del nero · g7 pedone del nero · a6 torre del nero · b6 pedone del nero · g6 re del bianco · a5 alfiere del nero · b5 donna del bianco · d5 alfiere del bianco · e5 re del nero · h5 cavallo del bianco · b4 pedone del nero · b3 pedone del nero · e3 cavallo del bianco · h3 pedone del nero · b2 pedone del bianco · h2 pedone del bianco | 7 |
| 6 | a7 pedone del nero · g7 pedone del nero · a6 torre del nero · b6 pedone del nero · g6 re del bianco · a5 alfiere del nero · b5 donna del bianco · d5 alfiere del bianco · e5 re del nero · h5 cavallo del bianco · b4 pedone del nero · b3 pedone del nero · e3 cavallo del bianco · h3 pedone del nero · b2 pedone del bianco · h2 pedone del bianco | a7 pedone del nero · g7 pedone del nero · a6 torre del nero · b6 pedone del nero · g6 re del bianco · a5 alfiere del nero · b5 donna del bianco · d5 alfiere del bianco · e5 re del nero · h5 cavallo del bianco · b4 pedone del nero · b3 pedone del nero · e3 cavallo del bianco · h3 pedone del nero · b2 pedone del bianco · h2 pedone del bianco | a7 pedone del nero · g7 pedone del nero · a6 torre del nero · b6 pedone del nero · g6 re del bianco · a5 alfiere del nero · b5 donna del bianco · d5 alfiere del bianco · e5 re del nero · h5 cavallo del bianco · b4 pedone del nero · b3 pedone del nero · e3 cavallo del bianco · h3 pedone del nero · b2 pedone del bianco · h2 pedone del bianco | a7 pedone del nero · g7 pedone del nero · a6 torre del nero · b6 pedone del nero · g6 re del bianco · a5 alfiere del nero · b5 donna del bianco · d5 alfiere del bianco · e5 re del nero · h5 cavallo del bianco · b4 pedone del nero · b3 pedone del nero · e3 cavallo del bianco · h3 pedone del nero · b2 pedone del bianco · h2 pedone del bianco | a7 pedone del nero · g7 pedone del nero · a6 torre del nero · b6 pedone del nero · g6 re del bianco · a5 alfiere del nero · b5 donna del bianco · d5 alfiere del bianco · e5 re del nero · h5 cavallo del bianco · b4 pedone del nero · b3 pedone del nero · e3 cavallo del bianco · h3 pedone del nero · b2 pedone del bianco · h2 pedone del bianco | a7 pedone del nero · g7 pedone del nero · a6 torre del nero · b6 pedone del nero · g6 re del bianco · a5 alfiere del nero · b5 donna del bianco · d5 alfiere del bianco · e5 re del nero · h5 cavallo del bianco · b4 pedone del nero · b3 pedone del nero · e3 cavallo del bianco · h3 pedone del nero · b2 pedone del bianco · h2 pedone del bianco | a7 pedone del nero · g7 pedone del nero · a6 torre del nero · b6 pedone del nero · g6 re del bianco · a5 alfiere del nero · b5 donna del bianco · d5 alfiere del bianco · e5 re del nero · h5 cavallo del bianco · b4 pedone del nero · b3 pedone del nero · e3 cavallo del bianco · h3 pedone del nero · b2 pedone del bianco · h2 pedone del bianco | a7 pedone del nero · g7 pedone del nero · a6 torre del nero · b6 pedone del nero · g6 re del bianco · a5 alfiere del nero · b5 donna del bianco · d5 alfiere del bianco · e5 re del nero · h5 cavallo del bianco · b4 pedone del nero · b3 pedone del nero · e3 cavallo del bianco · h3 pedone del nero · b2 pedone del bianco · h2 pedone del bianco | 6 |
| 5 | a7 pedone del nero · g7 pedone del nero · a6 torre del nero · b6 pedone del nero · g6 re del bianco · a5 alfiere del nero · b5 donna del bianco · d5 alfiere del bianco · e5 re del nero · h5 cavallo del bianco · b4 pedone del nero · b3 pedone del nero · e3 cavallo del bianco · h3 pedone del nero · b2 pedone del bianco · h2 pedone del bianco | a7 pedone del nero · g7 pedone del nero · a6 torre del nero · b6 pedone del nero · g6 re del bianco · a5 alfiere del nero · b5 donna del bianco · d5 alfiere del bianco · e5 re del nero · h5 cavallo del bianco · b4 pedone del nero · b3 pedone del nero · e3 cavallo del bianco · h3 pedone del nero · b2 pedone del bianco · h2 pedone del bianco | a7 pedone del nero · g7 pedone del nero · a6 torre del nero · b6 pedone del nero · g6 re del bianco · a5 alfiere del nero · b5 donna del bianco · d5 alfiere del bianco · e5 re del nero · h5 cavallo del bianco · b4 pedone del nero · b3 pedone del nero · e3 cavallo del bianco · h3 pedone del nero · b2 pedone del bianco · h2 pedone del bianco | a7 pedone del nero · g7 pedone del nero · a6 torre del nero · b6 pedone del nero · g6 re del bianco · a5 alfiere del nero · b5 donna del bianco · d5 alfiere del bianco · e5 re del nero · h5 cavallo del bianco · b4 pedone del nero · b3 pedone del nero · e3 cavallo del bianco · h3 pedone del nero · b2 pedone del bianco · h2 pedone del bianco | a7 pedone del nero · g7 pedone del nero · a6 torre del nero · b6 pedone del nero · g6 re del bianco · a5 alfiere del nero · b5 donna del bianco · d5 alfiere del bianco · e5 re del nero · h5 cavallo del bianco · b4 pedone del nero · b3 pedone del nero · e3 cavallo del bianco · h3 pedone del nero · b2 pedone del bianco · h2 pedone del bianco | a7 pedone del nero · g7 pedone del nero · a6 torre del nero · b6 pedone del nero · g6 re del bianco · a5 alfiere del nero · b5 donna del bianco · d5 alfiere del bianco · e5 re del nero · h5 cavallo del bianco · b4 pedone del nero · b3 pedone del nero · e3 cavallo del bianco · h3 pedone del nero · b2 pedone del bianco · h2 pedone del bianco | a7 pedone del nero · g7 pedone del nero · a6 torre del nero · b6 pedone del nero · g6 re del bianco · a5 alfiere del nero · b5 donna del bianco · d5 alfiere del bianco · e5 re del nero · h5 cavallo del bianco · b4 pedone del nero · b3 pedone del nero · e3 cavallo del bianco · h3 pedone del nero · b2 pedone del bianco · h2 pedone del bianco | a7 pedone del nero · g7 pedone del nero · a6 torre del nero · b6 pedone del nero · g6 re del bianco · a5 alfiere del nero · b5 donna del bianco · d5 alfiere del bianco · e5 re del nero · h5 cavallo del bianco · b4 pedone del nero · b3 pedone del nero · e3 cavallo del bianco · h3 pedone del nero · b2 pedone del bianco · h2 pedone del bianco | 5 |
| 4 | a7 pedone del nero · g7 pedone del nero · a6 torre del nero · b6 pedone del nero · g6 re del bianco · a5 alfiere del nero · b5 donna del bianco · d5 alfiere del bianco · e5 re del nero · h5 cavallo del bianco · b4 pedone del nero · b3 pedone del nero · e3 cavallo del bianco · h3 pedone del nero · b2 pedone del bianco · h2 pedone del bianco | a7 pedone del nero · g7 pedone del nero · a6 torre del nero · b6 pedone del nero · g6 re del bianco · a5 alfiere del nero · b5 donna del bianco · d5 alfiere del bianco · e5 re del nero · h5 cavallo del bianco · b4 pedone del nero · b3 pedone del nero · e3 cavallo del bianco · h3 pedone del nero · b2 pedone del bianco · h2 pedone del bianco | a7 pedone del nero · g7 pedone del nero · a6 torre del nero · b6 pedone del nero · g6 re del bianco · a5 alfiere del nero · b5 donna del bianco · d5 alfiere del bianco · e5 re del nero · h5 cavallo del bianco · b4 pedone del nero · b3 pedone del nero · e3 cavallo del bianco · h3 pedone del nero · b2 pedone del bianco · h2 pedone del bianco | a7 pedone del nero · g7 pedone del nero · a6 torre del nero · b6 pedone del nero · g6 re del bianco · a5 alfiere del nero · b5 donna del bianco · d5 alfiere del bianco · e5 re del nero · h5 cavallo del bianco · b4 pedone del nero · b3 pedone del nero · e3 cavallo del bianco · h3 pedone del nero · b2 pedone del bianco · h2 pedone del bianco | a7 pedone del nero · g7 pedone del nero · a6 torre del nero · b6 pedone del nero · g6 re del bianco · a5 alfiere del nero · b5 donna del bianco · d5 alfiere del bianco · e5 re del nero · h5 cavallo del bianco · b4 pedone del nero · b3 pedone del nero · e3 cavallo del bianco · h3 pedone del nero · b2 pedone del bianco · h2 pedone del bianco | a7 pedone del nero · g7 pedone del nero · a6 torre del nero · b6 pedone del nero · g6 re del bianco · a5 alfiere del nero · b5 donna del bianco · d5 alfiere del bianco · e5 re del nero · h5 cavallo del bianco · b4 pedone del nero · b3 pedone del nero · e3 cavallo del bianco · h3 pedone del nero · b2 pedone del bianco · h2 pedone del bianco | a7 pedone del nero · g7 pedone del nero · a6 torre del nero · b6 pedone del nero · g6 re del bianco · a5 alfiere del nero · b5 donna del bianco · d5 alfiere del bianco · e5 re del nero · h5 cavallo del bianco · b4 pedone del nero · b3 pedone del nero · e3 cavallo del bianco · h3 pedone del nero · b2 pedone del bianco · h2 pedone del bianco | a7 pedone del nero · g7 pedone del nero · a6 torre del nero · b6 pedone del nero · g6 re del bianco · a5 alfiere del nero · b5 donna del bianco · d5 alfiere del bianco · e5 re del nero · h5 cavallo del bianco · b4 pedone del nero · b3 pedone del nero · e3 cavallo del bianco · h3 pedone del nero · b2 pedone del bianco · h2 pedone del bianco | 4 |
| 3 | a7 pedone del nero · g7 pedone del nero · a6 torre del nero · b6 pedone del nero · g6 re del bianco · a5 alfiere del nero · b5 donna del bianco · d5 alfiere del bianco · e5 re del nero · h5 cavallo del bianco · b4 pedone del nero · b3 pedone del nero · e3 cavallo del bianco · h3 pedone del nero · b2 pedone del bianco · h2 pedone del bianco | a7 pedone del nero · g7 pedone del nero · a6 torre del nero · b6 pedone del nero · g6 re del bianco · a5 alfiere del nero · b5 donna del bianco · d5 alfiere del bianco · e5 re del nero · h5 cavallo del bianco · b4 pedone del nero · b3 pedone del nero · e3 cavallo del bianco · h3 pedone del nero · b2 pedone del bianco · h2 pedone del bianco | a7 pedone del nero · g7 pedone del nero · a6 torre del nero · b6 pedone del nero · g6 re del bianco · a5 alfiere del nero · b5 donna del bianco · d5 alfiere del bianco · e5 re del nero · h5 cavallo del bianco · b4 pedone del nero · b3 pedone del nero · e3 cavallo del bianco · h3 pedone del nero · b2 pedone del bianco · h2 pedone del bianco | a7 pedone del nero · g7 pedone del nero · a6 torre del nero · b6 pedone del nero · g6 re del bianco · a5 alfiere del nero · b5 donna del bianco · d5 alfiere del bianco · e5 re del nero · h5 cavallo del bianco · b4 pedone del nero · b3 pedone del nero · e3 cavallo del bianco · h3 pedone del nero · b2 pedone del bianco · h2 pedone del bianco | a7 pedone del nero · g7 pedone del nero · a6 torre del nero · b6 pedone del nero · g6 re del bianco · a5 alfiere del nero · b5 donna del bianco · d5 alfiere del bianco · e5 re del nero · h5 cavallo del bianco · b4 pedone del nero · b3 pedone del nero · e3 cavallo del bianco · h3 pedone del nero · b2 pedone del bianco · h2 pedone del bianco | a7 pedone del nero · g7 pedone del nero · a6 torre del nero · b6 pedone del nero · g6 re del bianco · a5 alfiere del nero · b5 donna del bianco · d5 alfiere del bianco · e5 re del nero · h5 cavallo del bianco · b4 pedone del nero · b3 pedone del nero · e3 cavallo del bianco · h3 pedone del nero · b2 pedone del bianco · h2 pedone del bianco | a7 pedone del nero · g7 pedone del nero · a6 torre del nero · b6 pedone del nero · g6 re del bianco · a5 alfiere del nero · b5 donna del bianco · d5 alfiere del bianco · e5 re del nero · h5 cavallo del bianco · b4 pedone del nero · b3 pedone del nero · e3 cavallo del bianco · h3 pedone del nero · b2 pedone del bianco · h2 pedone del bianco | a7 pedone del nero · g7 pedone del nero · a6 torre del nero · b6 pedone del nero · g6 re del bianco · a5 alfiere del nero · b5 donna del bianco · d5 alfiere del bianco · e5 re del nero · h5 cavallo del bianco · b4 pedone del nero · b3 pedone del nero · e3 cavallo del bianco · h3 pedone del nero · b2 pedone del bianco · h2 pedone del bianco | 3 |
| 2 | a7 pedone del nero · g7 pedone del nero · a6 torre del nero · b6 pedone del nero · g6 re del bianco · a5 alfiere del nero · b5 donna del bianco · d5 alfiere del bianco · e5 re del nero · h5 cavallo del bianco · b4 pedone del nero · b3 pedone del nero · e3 cavallo del bianco · h3 pedone del nero · b2 pedone del bianco · h2 pedone del bianco | a7 pedone del nero · g7 pedone del nero · a6 torre del nero · b6 pedone del nero · g6 re del bianco · a5 alfiere del nero · b5 donna del bianco · d5 alfiere del bianco · e5 re del nero · h5 cavallo del bianco · b4 pedone del nero · b3 pedone del nero · e3 cavallo del bianco · h3 pedone del nero · b2 pedone del bianco · h2 pedone del bianco | a7 pedone del nero · g7 pedone del nero · a6 torre del nero · b6 pedone del nero · g6 re del bianco · a5 alfiere del nero · b5 donna del bianco · d5 alfiere del bianco · e5 re del nero · h5 cavallo del bianco · b4 pedone del nero · b3 pedone del nero · e3 cavallo del bianco · h3 pedone del nero · b2 pedone del bianco · h2 pedone del bianco | a7 pedone del nero · g7 pedone del nero · a6 torre del nero · b6 pedone del nero · g6 re del bianco · a5 alfiere del nero · b5 donna del bianco · d5 alfiere del bianco · e5 re del nero · h5 cavallo del bianco · b4 pedone del nero · b3 pedone del nero · e3 cavallo del bianco · h3 pedone del nero · b2 pedone del bianco · h2 pedone del bianco | a7 pedone del nero · g7 pedone del nero · a6 torre del nero · b6 pedone del nero · g6 re del bianco · a5 alfiere del nero · b5 donna del bianco · d5 alfiere del bianco · e5 re del nero · h5 cavallo del bianco · b4 pedone del nero · b3 pedone del nero · e3 cavallo del bianco · h3 pedone del nero · b2 pedone del bianco · h2 pedone del bianco | a7 pedone del nero · g7 pedone del nero · a6 torre del nero · b6 pedone del nero · g6 re del bianco · a5 alfiere del nero · b5 donna del bianco · d5 alfiere del bianco · e5 re del nero · h5 cavallo del bianco · b4 pedone del nero · b3 pedone del nero · e3 cavallo del bianco · h3 pedone del nero · b2 pedone del bianco · h2 pedone del bianco | a7 pedone del nero · g7 pedone del nero · a6 torre del nero · b6 pedone del nero · g6 re del bianco · a5 alfiere del nero · b5 donna del bianco · d5 alfiere del bianco · e5 re del nero · h5 cavallo del bianco · b4 pedone del nero · b3 pedone del nero · e3 cavallo del bianco · h3 pedone del nero · b2 pedone del bianco · h2 pedone del bianco | a7 pedone del nero · g7 pedone del nero · a6 torre del nero · b6 pedone del nero · g6 re del bianco · a5 alfiere del nero · b5 donna del bianco · d5 alfiere del bianco · e5 re del nero · h5 cavallo del bianco · b4 pedone del nero · b3 pedone del nero · e3 cavallo del bianco · h3 pedone del nero · b2 pedone del bianco · h2 pedone del bianco | 2 |
| 1 | a7 pedone del nero · g7 pedone del nero · a6 torre del nero · b6 pedone del nero · g6 re del bianco · a5 alfiere del nero · b5 donna del bianco · d5 alfiere del bianco · e5 re del nero · h5 cavallo del bianco · b4 pedone del nero · b3 pedone del nero · e3 cavallo del bianco · h3 pedone del nero · b2 pedone del bianco · h2 pedone del bianco | a7 pedone del nero · g7 pedone del nero · a6 torre del nero · b6 pedone del nero · g6 re del bianco · a5 alfiere del nero · b5 donna del bianco · d5 alfiere del bianco · e5 re del nero · h5 cavallo del bianco · b4 pedone del nero · b3 pedone del nero · e3 cavallo del bianco · h3 pedone del nero · b2 pedone del bianco · h2 pedone del bianco | a7 pedone del nero · g7 pedone del nero · a6 torre del nero · b6 pedone del nero · g6 re del bianco · a5 alfiere del nero · b5 donna del bianco · d5 alfiere del bianco · e5 re del nero · h5 cavallo del bianco · b4 pedone del nero · b3 pedone del nero · e3 cavallo del bianco · h3 pedone del nero · b2 pedone del bianco · h2 pedone del bianco | a7 pedone del nero · g7 pedone del nero · a6 torre del nero · b6 pedone del nero · g6 re del bianco · a5 alfiere del nero · b5 donna del bianco · d5 alfiere del bianco · e5 re del nero · h5 cavallo del bianco · b4 pedone del nero · b3 pedone del nero · e3 cavallo del bianco · h3 pedone del nero · b2 pedone del bianco · h2 pedone del bianco | a7 pedone del nero · g7 pedone del nero · a6 torre del nero · b6 pedone del nero · g6 re del bianco · a5 alfiere del nero · b5 donna del bianco · d5 alfiere del bianco · e5 re del nero · h5 cavallo del bianco · b4 pedone del nero · b3 pedone del nero · e3 cavallo del bianco · h3 pedone del nero · b2 pedone del bianco · h2 pedone del bianco | a7 pedone del nero · g7 pedone del nero · a6 torre del nero · b6 pedone del nero · g6 re del bianco · a5 alfiere del nero · b5 donna del bianco · d5 alfiere del bianco · e5 re del nero · h5 cavallo del bianco · b4 pedone del nero · b3 pedone del nero · e3 cavallo del bianco · h3 pedone del nero · b2 pedone del bianco · h2 pedone del bianco | a7 pedone del nero · g7 pedone del nero · a6 torre del nero · b6 pedone del nero · g6 re del bianco · a5 alfiere del nero · b5 donna del bianco · d5 alfiere del bianco · e5 re del nero · h5 cavallo del bianco · b4 pedone del nero · b3 pedone del nero · e3 cavallo del bianco · h3 pedone del nero · b2 pedone del bianco · h2 pedone del bianco | a7 pedone del nero · g7 pedone del nero · a6 torre del nero · b6 pedone del nero · g6 re del bianco · a5 alfiere del nero · b5 donna del bianco · d5 alfiere del bianco · e5 re del nero · h5 cavallo del bianco · b4 pedone del nero · b3 pedone del nero · e3 cavallo del bianco · h3 pedone del nero · b2 pedone del bianco · h2 pedone del bianco | 1 |
|   | a | b | c | d | e | f | g | h |   |

Soluzione:
1. Cf4 !  zugzwang
1... Rxf4 2. Cg4! Rxg4 3. Dc4#

1... Rd6 2. Ce6 Re7 3. Cf5#

|   | a | b | c | d | e | f | g | h |   |
| 8 | d8 alfiere del bianco · d6 cavallo del bianco · f6 cavallo del bianco · g6 re del bianco · c5 re del nero · f5 pedone del nero · h5 cavallo del nero · d4 torre del bianco · f4 pedone del nero · c3 pedone del nero · d3 pedone del nero | d8 alfiere del bianco · d6 cavallo del bianco · f6 cavallo del bianco · g6 re del bianco · c5 re del nero · f5 pedone del nero · h5 cavallo del nero · d4 torre del bianco · f4 pedone del nero · c3 pedone del nero · d3 pedone del nero | d8 alfiere del bianco · d6 cavallo del bianco · f6 cavallo del bianco · g6 re del bianco · c5 re del nero · f5 pedone del nero · h5 cavallo del nero · d4 torre del bianco · f4 pedone del nero · c3 pedone del nero · d3 pedone del nero | d8 alfiere del bianco · d6 cavallo del bianco · f6 cavallo del bianco · g6 re del bianco · c5 re del nero · f5 pedone del nero · h5 cavallo del nero · d4 torre del bianco · f4 pedone del nero · c3 pedone del nero · d3 pedone del nero | d8 alfiere del bianco · d6 cavallo del bianco · f6 cavallo del bianco · g6 re del bianco · c5 re del nero · f5 pedone del nero · h5 cavallo del nero · d4 torre del bianco · f4 pedone del nero · c3 pedone del nero · d3 pedone del nero | d8 alfiere del bianco · d6 cavallo del bianco · f6 cavallo del bianco · g6 re del bianco · c5 re del nero · f5 pedone del nero · h5 cavallo del nero · d4 torre del bianco · f4 pedone del nero · c3 pedone del nero · d3 pedone del nero | d8 alfiere del bianco · d6 cavallo del bianco · f6 cavallo del bianco · g6 re del bianco · c5 re del nero · f5 pedone del nero · h5 cavallo del nero · d4 torre del bianco · f4 pedone del nero · c3 pedone del nero · d3 pedone del nero | d8 alfiere del bianco · d6 cavallo del bianco · f6 cavallo del bianco · g6 re del bianco · c5 re del nero · f5 pedone del nero · h5 cavallo del nero · d4 torre del bianco · f4 pedone del nero · c3 pedone del nero · d3 pedone del nero | 8 |
| 7 | d8 alfiere del bianco · d6 cavallo del bianco · f6 cavallo del bianco · g6 re del bianco · c5 re del nero · f5 pedone del nero · h5 cavallo del nero · d4 torre del bianco · f4 pedone del nero · c3 pedone del nero · d3 pedone del nero | d8 alfiere del bianco · d6 cavallo del bianco · f6 cavallo del bianco · g6 re del bianco · c5 re del nero · f5 pedone del nero · h5 cavallo del nero · d4 torre del bianco · f4 pedone del nero · c3 pedone del nero · d3 pedone del nero | d8 alfiere del bianco · d6 cavallo del bianco · f6 cavallo del bianco · g6 re del bianco · c5 re del nero · f5 pedone del nero · h5 cavallo del nero · d4 torre del bianco · f4 pedone del nero · c3 pedone del nero · d3 pedone del nero | d8 alfiere del bianco · d6 cavallo del bianco · f6 cavallo del bianco · g6 re del bianco · c5 re del nero · f5 pedone del nero · h5 cavallo del nero · d4 torre del bianco · f4 pedone del nero · c3 pedone del nero · d3 pedone del nero | d8 alfiere del bianco · d6 cavallo del bianco · f6 cavallo del bianco · g6 re del bianco · c5 re del nero · f5 pedone del nero · h5 cavallo del nero · d4 torre del bianco · f4 pedone del nero · c3 pedone del nero · d3 pedone del nero | d8 alfiere del bianco · d6 cavallo del bianco · f6 cavallo del bianco · g6 re del bianco · c5 re del nero · f5 pedone del nero · h5 cavallo del nero · d4 torre del bianco · f4 pedone del nero · c3 pedone del nero · d3 pedone del nero | d8 alfiere del bianco · d6 cavallo del bianco · f6 cavallo del bianco · g6 re del bianco · c5 re del nero · f5 pedone del nero · h5 cavallo del nero · d4 torre del bianco · f4 pedone del nero · c3 pedone del nero · d3 pedone del nero | d8 alfiere del bianco · d6 cavallo del bianco · f6 cavallo del bianco · g6 re del bianco · c5 re del nero · f5 pedone del nero · h5 cavallo del nero · d4 torre del bianco · f4 pedone del nero · c3 pedone del nero · d3 pedone del nero | 7 |
| 6 | d8 alfiere del bianco · d6 cavallo del bianco · f6 cavallo del bianco · g6 re del bianco · c5 re del nero · f5 pedone del nero · h5 cavallo del nero · d4 torre del bianco · f4 pedone del nero · c3 pedone del nero · d3 pedone del nero | d8 alfiere del bianco · d6 cavallo del bianco · f6 cavallo del bianco · g6 re del bianco · c5 re del nero · f5 pedone del nero · h5 cavallo del nero · d4 torre del bianco · f4 pedone del nero · c3 pedone del nero · d3 pedone del nero | d8 alfiere del bianco · d6 cavallo del bianco · f6 cavallo del bianco · g6 re del bianco · c5 re del nero · f5 pedone del nero · h5 cavallo del nero · d4 torre del bianco · f4 pedone del nero · c3 pedone del nero · d3 pedone del nero | d8 alfiere del bianco · d6 cavallo del bianco · f6 cavallo del bianco · g6 re del bianco · c5 re del nero · f5 pedone del nero · h5 cavallo del nero · d4 torre del bianco · f4 pedone del nero · c3 pedone del nero · d3 pedone del nero | d8 alfiere del bianco · d6 cavallo del bianco · f6 cavallo del bianco · g6 re del bianco · c5 re del nero · f5 pedone del nero · h5 cavallo del nero · d4 torre del bianco · f4 pedone del nero · c3 pedone del nero · d3 pedone del nero | d8 alfiere del bianco · d6 cavallo del bianco · f6 cavallo del bianco · g6 re del bianco · c5 re del nero · f5 pedone del nero · h5 cavallo del nero · d4 torre del bianco · f4 pedone del nero · c3 pedone del nero · d3 pedone del nero | d8 alfiere del bianco · d6 cavallo del bianco · f6 cavallo del bianco · g6 re del bianco · c5 re del nero · f5 pedone del nero · h5 cavallo del nero · d4 torre del bianco · f4 pedone del nero · c3 pedone del nero · d3 pedone del nero | d8 alfiere del bianco · d6 cavallo del bianco · f6 cavallo del bianco · g6 re del bianco · c5 re del nero · f5 pedone del nero · h5 cavallo del nero · d4 torre del bianco · f4 pedone del nero · c3 pedone del nero · d3 pedone del nero | 6 |
| 5 | d8 alfiere del bianco · d6 cavallo del bianco · f6 cavallo del bianco · g6 re del bianco · c5 re del nero · f5 pedone del nero · h5 cavallo del nero · d4 torre del bianco · f4 pedone del nero · c3 pedone del nero · d3 pedone del nero | d8 alfiere del bianco · d6 cavallo del bianco · f6 cavallo del bianco · g6 re del bianco · c5 re del nero · f5 pedone del nero · h5 cavallo del nero · d4 torre del bianco · f4 pedone del nero · c3 pedone del nero · d3 pedone del nero | d8 alfiere del bianco · d6 cavallo del bianco · f6 cavallo del bianco · g6 re del bianco · c5 re del nero · f5 pedone del nero · h5 cavallo del nero · d4 torre del bianco · f4 pedone del nero · c3 pedone del nero · d3 pedone del nero | d8 alfiere del bianco · d6 cavallo del bianco · f6 cavallo del bianco · g6 re del bianco · c5 re del nero · f5 pedone del nero · h5 cavallo del nero · d4 torre del bianco · f4 pedone del nero · c3 pedone del nero · d3 pedone del nero | d8 alfiere del bianco · d6 cavallo del bianco · f6 cavallo del bianco · g6 re del bianco · c5 re del nero · f5 pedone del nero · h5 cavallo del nero · d4 torre del bianco · f4 pedone del nero · c3 pedone del nero · d3 pedone del nero | d8 alfiere del bianco · d6 cavallo del bianco · f6 cavallo del bianco · g6 re del bianco · c5 re del nero · f5 pedone del nero · h5 cavallo del nero · d4 torre del bianco · f4 pedone del nero · c3 pedone del nero · d3 pedone del nero | d8 alfiere del bianco · d6 cavallo del bianco · f6 cavallo del bianco · g6 re del bianco · c5 re del nero · f5 pedone del nero · h5 cavallo del nero · d4 torre del bianco · f4 pedone del nero · c3 pedone del nero · d3 pedone del nero | d8 alfiere del bianco · d6 cavallo del bianco · f6 cavallo del bianco · g6 re del bianco · c5 re del nero · f5 pedone del nero · h5 cavallo del nero · d4 torre del bianco · f4 pedone del nero · c3 pedone del nero · d3 pedone del nero | 5 |
| 4 | d8 alfiere del bianco · d6 cavallo del bianco · f6 cavallo del bianco · g6 re del bianco · c5 re del nero · f5 pedone del nero · h5 cavallo del nero · d4 torre del bianco · f4 pedone del nero · c3 pedone del nero · d3 pedone del nero | d8 alfiere del bianco · d6 cavallo del bianco · f6 cavallo del bianco · g6 re del bianco · c5 re del nero · f5 pedone del nero · h5 cavallo del nero · d4 torre del bianco · f4 pedone del nero · c3 pedone del nero · d3 pedone del nero | d8 alfiere del bianco · d6 cavallo del bianco · f6 cavallo del bianco · g6 re del bianco · c5 re del nero · f5 pedone del nero · h5 cavallo del nero · d4 torre del bianco · f4 pedone del nero · c3 pedone del nero · d3 pedone del nero | d8 alfiere del bianco · d6 cavallo del bianco · f6 cavallo del bianco · g6 re del bianco · c5 re del nero · f5 pedone del nero · h5 cavallo del nero · d4 torre del bianco · f4 pedone del nero · c3 pedone del nero · d3 pedone del nero | d8 alfiere del bianco · d6 cavallo del bianco · f6 cavallo del bianco · g6 re del bianco · c5 re del nero · f5 pedone del nero · h5 cavallo del nero · d4 torre del bianco · f4 pedone del nero · c3 pedone del nero · d3 pedone del nero | d8 alfiere del bianco · d6 cavallo del bianco · f6 cavallo del bianco · g6 re del bianco · c5 re del nero · f5 pedone del nero · h5 cavallo del nero · d4 torre del bianco · f4 pedone del nero · c3 pedone del nero · d3 pedone del nero | d8 alfiere del bianco · d6 cavallo del bianco · f6 cavallo del bianco · g6 re del bianco · c5 re del nero · f5 pedone del nero · h5 cavallo del nero · d4 torre del bianco · f4 pedone del nero · c3 pedone del nero · d3 pedone del nero | d8 alfiere del bianco · d6 cavallo del bianco · f6 cavallo del bianco · g6 re del bianco · c5 re del nero · f5 pedone del nero · h5 cavallo del nero · d4 torre del bianco · f4 pedone del nero · c3 pedone del nero · d3 pedone del nero | 4 |
| 3 | d8 alfiere del bianco · d6 cavallo del bianco · f6 cavallo del bianco · g6 re del bianco · c5 re del nero · f5 pedone del nero · h5 cavallo del nero · d4 torre del bianco · f4 pedone del nero · c3 pedone del nero · d3 pedone del nero | d8 alfiere del bianco · d6 cavallo del bianco · f6 cavallo del bianco · g6 re del bianco · c5 re del nero · f5 pedone del nero · h5 cavallo del nero · d4 torre del bianco · f4 pedone del nero · c3 pedone del nero · d3 pedone del nero | d8 alfiere del bianco · d6 cavallo del bianco · f6 cavallo del bianco · g6 re del bianco · c5 re del nero · f5 pedone del nero · h5 cavallo del nero · d4 torre del bianco · f4 pedone del nero · c3 pedone del nero · d3 pedone del nero | d8 alfiere del bianco · d6 cavallo del bianco · f6 cavallo del bianco · g6 re del bianco · c5 re del nero · f5 pedone del nero · h5 cavallo del nero · d4 torre del bianco · f4 pedone del nero · c3 pedone del nero · d3 pedone del nero | d8 alfiere del bianco · d6 cavallo del bianco · f6 cavallo del bianco · g6 re del bianco · c5 re del nero · f5 pedone del nero · h5 cavallo del nero · d4 torre del bianco · f4 pedone del nero · c3 pedone del nero · d3 pedone del nero | d8 alfiere del bianco · d6 cavallo del bianco · f6 cavallo del bianco · g6 re del bianco · c5 re del nero · f5 pedone del nero · h5 cavallo del nero · d4 torre del bianco · f4 pedone del nero · c3 pedone del nero · d3 pedone del nero | d8 alfiere del bianco · d6 cavallo del bianco · f6 cavallo del bianco · g6 re del bianco · c5 re del nero · f5 pedone del nero · h5 cavallo del nero · d4 torre del bianco · f4 pedone del nero · c3 pedone del nero · d3 pedone del nero | d8 alfiere del bianco · d6 cavallo del bianco · f6 cavallo del bianco · g6 re del bianco · c5 re del nero · f5 pedone del nero · h5 cavallo del nero · d4 torre del bianco · f4 pedone del nero · c3 pedone del nero · d3 pedone del nero | 3 |
| 2 | d8 alfiere del bianco · d6 cavallo del bianco · f6 cavallo del bianco · g6 re del bianco · c5 re del nero · f5 pedone del nero · h5 cavallo del nero · d4 torre del bianco · f4 pedone del nero · c3 pedone del nero · d3 pedone del nero | d8 alfiere del bianco · d6 cavallo del bianco · f6 cavallo del bianco · g6 re del bianco · c5 re del nero · f5 pedone del nero · h5 cavallo del nero · d4 torre del bianco · f4 pedone del nero · c3 pedone del nero · d3 pedone del nero | d8 alfiere del bianco · d6 cavallo del bianco · f6 cavallo del bianco · g6 re del bianco · c5 re del nero · f5 pedone del nero · h5 cavallo del nero · d4 torre del bianco · f4 pedone del nero · c3 pedone del nero · d3 pedone del nero | d8 alfiere del bianco · d6 cavallo del bianco · f6 cavallo del bianco · g6 re del bianco · c5 re del nero · f5 pedone del nero · h5 cavallo del nero · d4 torre del bianco · f4 pedone del nero · c3 pedone del nero · d3 pedone del nero | d8 alfiere del bianco · d6 cavallo del bianco · f6 cavallo del bianco · g6 re del bianco · c5 re del nero · f5 pedone del nero · h5 cavallo del nero · d4 torre del bianco · f4 pedone del nero · c3 pedone del nero · d3 pedone del nero | d8 alfiere del bianco · d6 cavallo del bianco · f6 cavallo del bianco · g6 re del bianco · c5 re del nero · f5 pedone del nero · h5 cavallo del nero · d4 torre del bianco · f4 pedone del nero · c3 pedone del nero · d3 pedone del nero | d8 alfiere del bianco · d6 cavallo del bianco · f6 cavallo del bianco · g6 re del bianco · c5 re del nero · f5 pedone del nero · h5 cavallo del nero · d4 torre del bianco · f4 pedone del nero · c3 pedone del nero · d3 pedone del nero | d8 alfiere del bianco · d6 cavallo del bianco · f6 cavallo del bianco · g6 re del bianco · c5 re del nero · f5 pedone del nero · h5 cavallo del nero · d4 torre del bianco · f4 pedone del nero · c3 pedone del nero · d3 pedone del nero | 2 |
| 1 | d8 alfiere del bianco · d6 cavallo del bianco · f6 cavallo del bianco · g6 re del bianco · c5 re del nero · f5 pedone del nero · h5 cavallo del nero · d4 torre del bianco · f4 pedone del nero · c3 pedone del nero · d3 pedone del nero | d8 alfiere del bianco · d6 cavallo del bianco · f6 cavallo del bianco · g6 re del bianco · c5 re del nero · f5 pedone del nero · h5 cavallo del nero · d4 torre del bianco · f4 pedone del nero · c3 pedone del nero · d3 pedone del nero | d8 alfiere del bianco · d6 cavallo del bianco · f6 cavallo del bianco · g6 re del bianco · c5 re del nero · f5 pedone del nero · h5 cavallo del nero · d4 torre del bianco · f4 pedone del nero · c3 pedone del nero · d3 pedone del nero | d8 alfiere del bianco · d6 cavallo del bianco · f6 cavallo del bianco · g6 re del bianco · c5 re del nero · f5 pedone del nero · h5 cavallo del nero · d4 torre del bianco · f4 pedone del nero · c3 pedone del nero · d3 pedone del nero | d8 alfiere del bianco · d6 cavallo del bianco · f6 cavallo del bianco · g6 re del bianco · c5 re del nero · f5 pedone del nero · h5 cavallo del nero · d4 torre del bianco · f4 pedone del nero · c3 pedone del nero · d3 pedone del nero | d8 alfiere del bianco · d6 cavallo del bianco · f6 cavallo del bianco · g6 re del bianco · c5 re del nero · f5 pedone del nero · h5 cavallo del nero · d4 torre del bianco · f4 pedone del nero · c3 pedone del nero · d3 pedone del nero | d8 alfiere del bianco · d6 cavallo del bianco · f6 cavallo del bianco · g6 re del bianco · c5 re del nero · f5 pedone del nero · h5 cavallo del nero · d4 torre del bianco · f4 pedone del nero · c3 pedone del nero · d3 pedone del nero | d8 alfiere del bianco · d6 cavallo del bianco · f6 cavallo del bianco · g6 re del bianco · c5 re del nero · f5 pedone del nero · h5 cavallo del nero · d4 torre del bianco · f4 pedone del nero · c3 pedone del nero · d3 pedone del nero | 1 |
|   | a | b | c | d | e | f | g | h |   |

Soluzione:
1. Rf7!  (min. 2. Tc4+ Rxd6 3. Ac7#)
1... Rxd4  2. Ab6+ Re5  3. Cc4#

|   | a | b | c | d | e | f | g | h |   |
| 8 | b8 torre del bianco · d8 cavallo del nero · a7 re del nero · b7 alfiere del bianco · e7 cavallo del bianco · f6 cavallo del nero · g5 pedone del nero · a4 pedone del nero · b4 cavallo del bianco · a3 donna del bianco · b2 re del bianco | b8 torre del bianco · d8 cavallo del nero · a7 re del nero · b7 alfiere del bianco · e7 cavallo del bianco · f6 cavallo del nero · g5 pedone del nero · a4 pedone del nero · b4 cavallo del bianco · a3 donna del bianco · b2 re del bianco | b8 torre del bianco · d8 cavallo del nero · a7 re del nero · b7 alfiere del bianco · e7 cavallo del bianco · f6 cavallo del nero · g5 pedone del nero · a4 pedone del nero · b4 cavallo del bianco · a3 donna del bianco · b2 re del bianco | b8 torre del bianco · d8 cavallo del nero · a7 re del nero · b7 alfiere del bianco · e7 cavallo del bianco · f6 cavallo del nero · g5 pedone del nero · a4 pedone del nero · b4 cavallo del bianco · a3 donna del bianco · b2 re del bianco | b8 torre del bianco · d8 cavallo del nero · a7 re del nero · b7 alfiere del bianco · e7 cavallo del bianco · f6 cavallo del nero · g5 pedone del nero · a4 pedone del nero · b4 cavallo del bianco · a3 donna del bianco · b2 re del bianco | b8 torre del bianco · d8 cavallo del nero · a7 re del nero · b7 alfiere del bianco · e7 cavallo del bianco · f6 cavallo del nero · g5 pedone del nero · a4 pedone del nero · b4 cavallo del bianco · a3 donna del bianco · b2 re del bianco | b8 torre del bianco · d8 cavallo del nero · a7 re del nero · b7 alfiere del bianco · e7 cavallo del bianco · f6 cavallo del nero · g5 pedone del nero · a4 pedone del nero · b4 cavallo del bianco · a3 donna del bianco · b2 re del bianco | b8 torre del bianco · d8 cavallo del nero · a7 re del nero · b7 alfiere del bianco · e7 cavallo del bianco · f6 cavallo del nero · g5 pedone del nero · a4 pedone del nero · b4 cavallo del bianco · a3 donna del bianco · b2 re del bianco | 8 |
| 7 | b8 torre del bianco · d8 cavallo del nero · a7 re del nero · b7 alfiere del bianco · e7 cavallo del bianco · f6 cavallo del nero · g5 pedone del nero · a4 pedone del nero · b4 cavallo del bianco · a3 donna del bianco · b2 re del bianco | b8 torre del bianco · d8 cavallo del nero · a7 re del nero · b7 alfiere del bianco · e7 cavallo del bianco · f6 cavallo del nero · g5 pedone del nero · a4 pedone del nero · b4 cavallo del bianco · a3 donna del bianco · b2 re del bianco | b8 torre del bianco · d8 cavallo del nero · a7 re del nero · b7 alfiere del bianco · e7 cavallo del bianco · f6 cavallo del nero · g5 pedone del nero · a4 pedone del nero · b4 cavallo del bianco · a3 donna del bianco · b2 re del bianco | b8 torre del bianco · d8 cavallo del nero · a7 re del nero · b7 alfiere del bianco · e7 cavallo del bianco · f6 cavallo del nero · g5 pedone del nero · a4 pedone del nero · b4 cavallo del bianco · a3 donna del bianco · b2 re del bianco | b8 torre del bianco · d8 cavallo del nero · a7 re del nero · b7 alfiere del bianco · e7 cavallo del bianco · f6 cavallo del nero · g5 pedone del nero · a4 pedone del nero · b4 cavallo del bianco · a3 donna del bianco · b2 re del bianco | b8 torre del bianco · d8 cavallo del nero · a7 re del nero · b7 alfiere del bianco · e7 cavallo del bianco · f6 cavallo del nero · g5 pedone del nero · a4 pedone del nero · b4 cavallo del bianco · a3 donna del bianco · b2 re del bianco | b8 torre del bianco · d8 cavallo del nero · a7 re del nero · b7 alfiere del bianco · e7 cavallo del bianco · f6 cavallo del nero · g5 pedone del nero · a4 pedone del nero · b4 cavallo del bianco · a3 donna del bianco · b2 re del bianco | b8 torre del bianco · d8 cavallo del nero · a7 re del nero · b7 alfiere del bianco · e7 cavallo del bianco · f6 cavallo del nero · g5 pedone del nero · a4 pedone del nero · b4 cavallo del bianco · a3 donna del bianco · b2 re del bianco | 7 |
| 6 | b8 torre del bianco · d8 cavallo del nero · a7 re del nero · b7 alfiere del bianco · e7 cavallo del bianco · f6 cavallo del nero · g5 pedone del nero · a4 pedone del nero · b4 cavallo del bianco · a3 donna del bianco · b2 re del bianco | b8 torre del bianco · d8 cavallo del nero · a7 re del nero · b7 alfiere del bianco · e7 cavallo del bianco · f6 cavallo del nero · g5 pedone del nero · a4 pedone del nero · b4 cavallo del bianco · a3 donna del bianco · b2 re del bianco | b8 torre del bianco · d8 cavallo del nero · a7 re del nero · b7 alfiere del bianco · e7 cavallo del bianco · f6 cavallo del nero · g5 pedone del nero · a4 pedone del nero · b4 cavallo del bianco · a3 donna del bianco · b2 re del bianco | b8 torre del bianco · d8 cavallo del nero · a7 re del nero · b7 alfiere del bianco · e7 cavallo del bianco · f6 cavallo del nero · g5 pedone del nero · a4 pedone del nero · b4 cavallo del bianco · a3 donna del bianco · b2 re del bianco | b8 torre del bianco · d8 cavallo del nero · a7 re del nero · b7 alfiere del bianco · e7 cavallo del bianco · f6 cavallo del nero · g5 pedone del nero · a4 pedone del nero · b4 cavallo del bianco · a3 donna del bianco · b2 re del bianco | b8 torre del bianco · d8 cavallo del nero · a7 re del nero · b7 alfiere del bianco · e7 cavallo del bianco · f6 cavallo del nero · g5 pedone del nero · a4 pedone del nero · b4 cavallo del bianco · a3 donna del bianco · b2 re del bianco | b8 torre del bianco · d8 cavallo del nero · a7 re del nero · b7 alfiere del bianco · e7 cavallo del bianco · f6 cavallo del nero · g5 pedone del nero · a4 pedone del nero · b4 cavallo del bianco · a3 donna del bianco · b2 re del bianco | b8 torre del bianco · d8 cavallo del nero · a7 re del nero · b7 alfiere del bianco · e7 cavallo del bianco · f6 cavallo del nero · g5 pedone del nero · a4 pedone del nero · b4 cavallo del bianco · a3 donna del bianco · b2 re del bianco | 6 |
| 5 | b8 torre del bianco · d8 cavallo del nero · a7 re del nero · b7 alfiere del bianco · e7 cavallo del bianco · f6 cavallo del nero · g5 pedone del nero · a4 pedone del nero · b4 cavallo del bianco · a3 donna del bianco · b2 re del bianco | b8 torre del bianco · d8 cavallo del nero · a7 re del nero · b7 alfiere del bianco · e7 cavallo del bianco · f6 cavallo del nero · g5 pedone del nero · a4 pedone del nero · b4 cavallo del bianco · a3 donna del bianco · b2 re del bianco | b8 torre del bianco · d8 cavallo del nero · a7 re del nero · b7 alfiere del bianco · e7 cavallo del bianco · f6 cavallo del nero · g5 pedone del nero · a4 pedone del nero · b4 cavallo del bianco · a3 donna del bianco · b2 re del bianco | b8 torre del bianco · d8 cavallo del nero · a7 re del nero · b7 alfiere del bianco · e7 cavallo del bianco · f6 cavallo del nero · g5 pedone del nero · a4 pedone del nero · b4 cavallo del bianco · a3 donna del bianco · b2 re del bianco | b8 torre del bianco · d8 cavallo del nero · a7 re del nero · b7 alfiere del bianco · e7 cavallo del bianco · f6 cavallo del nero · g5 pedone del nero · a4 pedone del nero · b4 cavallo del bianco · a3 donna del bianco · b2 re del bianco | b8 torre del bianco · d8 cavallo del nero · a7 re del nero · b7 alfiere del bianco · e7 cavallo del bianco · f6 cavallo del nero · g5 pedone del nero · a4 pedone del nero · b4 cavallo del bianco · a3 donna del bianco · b2 re del bianco | b8 torre del bianco · d8 cavallo del nero · a7 re del nero · b7 alfiere del bianco · e7 cavallo del bianco · f6 cavallo del nero · g5 pedone del nero · a4 pedone del nero · b4 cavallo del bianco · a3 donna del bianco · b2 re del bianco | b8 torre del bianco · d8 cavallo del nero · a7 re del nero · b7 alfiere del bianco · e7 cavallo del bianco · f6 cavallo del nero · g5 pedone del nero · a4 pedone del nero · b4 cavallo del bianco · a3 donna del bianco · b2 re del bianco | 5 |
| 4 | b8 torre del bianco · d8 cavallo del nero · a7 re del nero · b7 alfiere del bianco · e7 cavallo del bianco · f6 cavallo del nero · g5 pedone del nero · a4 pedone del nero · b4 cavallo del bianco · a3 donna del bianco · b2 re del bianco | b8 torre del bianco · d8 cavallo del nero · a7 re del nero · b7 alfiere del bianco · e7 cavallo del bianco · f6 cavallo del nero · g5 pedone del nero · a4 pedone del nero · b4 cavallo del bianco · a3 donna del bianco · b2 re del bianco | b8 torre del bianco · d8 cavallo del nero · a7 re del nero · b7 alfiere del bianco · e7 cavallo del bianco · f6 cavallo del nero · g5 pedone del nero · a4 pedone del nero · b4 cavallo del bianco · a3 donna del bianco · b2 re del bianco | b8 torre del bianco · d8 cavallo del nero · a7 re del nero · b7 alfiere del bianco · e7 cavallo del bianco · f6 cavallo del nero · g5 pedone del nero · a4 pedone del nero · b4 cavallo del bianco · a3 donna del bianco · b2 re del bianco | b8 torre del bianco · d8 cavallo del nero · a7 re del nero · b7 alfiere del bianco · e7 cavallo del bianco · f6 cavallo del nero · g5 pedone del nero · a4 pedone del nero · b4 cavallo del bianco · a3 donna del bianco · b2 re del bianco | b8 torre del bianco · d8 cavallo del nero · a7 re del nero · b7 alfiere del bianco · e7 cavallo del bianco · f6 cavallo del nero · g5 pedone del nero · a4 pedone del nero · b4 cavallo del bianco · a3 donna del bianco · b2 re del bianco | b8 torre del bianco · d8 cavallo del nero · a7 re del nero · b7 alfiere del bianco · e7 cavallo del bianco · f6 cavallo del nero · g5 pedone del nero · a4 pedone del nero · b4 cavallo del bianco · a3 donna del bianco · b2 re del bianco | b8 torre del bianco · d8 cavallo del nero · a7 re del nero · b7 alfiere del bianco · e7 cavallo del bianco · f6 cavallo del nero · g5 pedone del nero · a4 pedone del nero · b4 cavallo del bianco · a3 donna del bianco · b2 re del bianco | 4 |
| 3 | b8 torre del bianco · d8 cavallo del nero · a7 re del nero · b7 alfiere del bianco · e7 cavallo del bianco · f6 cavallo del nero · g5 pedone del nero · a4 pedone del nero · b4 cavallo del bianco · a3 donna del bianco · b2 re del bianco | b8 torre del bianco · d8 cavallo del nero · a7 re del nero · b7 alfiere del bianco · e7 cavallo del bianco · f6 cavallo del nero · g5 pedone del nero · a4 pedone del nero · b4 cavallo del bianco · a3 donna del bianco · b2 re del bianco | b8 torre del bianco · d8 cavallo del nero · a7 re del nero · b7 alfiere del bianco · e7 cavallo del bianco · f6 cavallo del nero · g5 pedone del nero · a4 pedone del nero · b4 cavallo del bianco · a3 donna del bianco · b2 re del bianco | b8 torre del bianco · d8 cavallo del nero · a7 re del nero · b7 alfiere del bianco · e7 cavallo del bianco · f6 cavallo del nero · g5 pedone del nero · a4 pedone del nero · b4 cavallo del bianco · a3 donna del bianco · b2 re del bianco | b8 torre del bianco · d8 cavallo del nero · a7 re del nero · b7 alfiere del bianco · e7 cavallo del bianco · f6 cavallo del nero · g5 pedone del nero · a4 pedone del nero · b4 cavallo del bianco · a3 donna del bianco · b2 re del bianco | b8 torre del bianco · d8 cavallo del nero · a7 re del nero · b7 alfiere del bianco · e7 cavallo del bianco · f6 cavallo del nero · g5 pedone del nero · a4 pedone del nero · b4 cavallo del bianco · a3 donna del bianco · b2 re del bianco | b8 torre del bianco · d8 cavallo del nero · a7 re del nero · b7 alfiere del bianco · e7 cavallo del bianco · f6 cavallo del nero · g5 pedone del nero · a4 pedone del nero · b4 cavallo del bianco · a3 donna del bianco · b2 re del bianco | b8 torre del bianco · d8 cavallo del nero · a7 re del nero · b7 alfiere del bianco · e7 cavallo del bianco · f6 cavallo del nero · g5 pedone del nero · a4 pedone del nero · b4 cavallo del bianco · a3 donna del bianco · b2 re del bianco | 3 |
| 2 | b8 torre del bianco · d8 cavallo del nero · a7 re del nero · b7 alfiere del bianco · e7 cavallo del bianco · f6 cavallo del nero · g5 pedone del nero · a4 pedone del nero · b4 cavallo del bianco · a3 donna del bianco · b2 re del bianco | b8 torre del bianco · d8 cavallo del nero · a7 re del nero · b7 alfiere del bianco · e7 cavallo del bianco · f6 cavallo del nero · g5 pedone del nero · a4 pedone del nero · b4 cavallo del bianco · a3 donna del bianco · b2 re del bianco | b8 torre del bianco · d8 cavallo del nero · a7 re del nero · b7 alfiere del bianco · e7 cavallo del bianco · f6 cavallo del nero · g5 pedone del nero · a4 pedone del nero · b4 cavallo del bianco · a3 donna del bianco · b2 re del bianco | b8 torre del bianco · d8 cavallo del nero · a7 re del nero · b7 alfiere del bianco · e7 cavallo del bianco · f6 cavallo del nero · g5 pedone del nero · a4 pedone del nero · b4 cavallo del bianco · a3 donna del bianco · b2 re del bianco | b8 torre del bianco · d8 cavallo del nero · a7 re del nero · b7 alfiere del bianco · e7 cavallo del bianco · f6 cavallo del nero · g5 pedone del nero · a4 pedone del nero · b4 cavallo del bianco · a3 donna del bianco · b2 re del bianco | b8 torre del bianco · d8 cavallo del nero · a7 re del nero · b7 alfiere del bianco · e7 cavallo del bianco · f6 cavallo del nero · g5 pedone del nero · a4 pedone del nero · b4 cavallo del bianco · a3 donna del bianco · b2 re del bianco | b8 torre del bianco · d8 cavallo del nero · a7 re del nero · b7 alfiere del bianco · e7 cavallo del bianco · f6 cavallo del nero · g5 pedone del nero · a4 pedone del nero · b4 cavallo del bianco · a3 donna del bianco · b2 re del bianco | b8 torre del bianco · d8 cavallo del nero · a7 re del nero · b7 alfiere del bianco · e7 cavallo del bianco · f6 cavallo del nero · g5 pedone del nero · a4 pedone del nero · b4 cavallo del bianco · a3 donna del bianco · b2 re del bianco | 2 |
| 1 | b8 torre del bianco · d8 cavallo del nero · a7 re del nero · b7 alfiere del bianco · e7 cavallo del bianco · f6 cavallo del nero · g5 pedone del nero · a4 pedone del nero · b4 cavallo del bianco · a3 donna del bianco · b2 re del bianco | b8 torre del bianco · d8 cavallo del nero · a7 re del nero · b7 alfiere del bianco · e7 cavallo del bianco · f6 cavallo del nero · g5 pedone del nero · a4 pedone del nero · b4 cavallo del bianco · a3 donna del bianco · b2 re del bianco | b8 torre del bianco · d8 cavallo del nero · a7 re del nero · b7 alfiere del bianco · e7 cavallo del bianco · f6 cavallo del nero · g5 pedone del nero · a4 pedone del nero · b4 cavallo del bianco · a3 donna del bianco · b2 re del bianco | b8 torre del bianco · d8 cavallo del nero · a7 re del nero · b7 alfiere del bianco · e7 cavallo del bianco · f6 cavallo del nero · g5 pedone del nero · a4 pedone del nero · b4 cavallo del bianco · a3 donna del bianco · b2 re del bianco | b8 torre del bianco · d8 cavallo del nero · a7 re del nero · b7 alfiere del bianco · e7 cavallo del bianco · f6 cavallo del nero · g5 pedone del nero · a4 pedone del nero · b4 cavallo del bianco · a3 donna del bianco · b2 re del bianco | b8 torre del bianco · d8 cavallo del nero · a7 re del nero · b7 alfiere del bianco · e7 cavallo del bianco · f6 cavallo del nero · g5 pedone del nero · a4 pedone del nero · b4 cavallo del bianco · a3 donna del bianco · b2 re del bianco | b8 torre del bianco · d8 cavallo del nero · a7 re del nero · b7 alfiere del bianco · e7 cavallo del bianco · f6 cavallo del nero · g5 pedone del nero · a4 pedone del nero · b4 cavallo del bianco · a3 donna del bianco · b2 re del bianco | b8 torre del bianco · d8 cavallo del nero · a7 re del nero · b7 alfiere del bianco · e7 cavallo del bianco · f6 cavallo del nero · g5 pedone del nero · a4 pedone del nero · b4 cavallo del bianco · a3 donna del bianco · b2 re del bianco | 1 |
|   | a | b | c | d | e | f | g | h |   |

Soluzione:
1. Ac6 !  (min. 2. De3+ Rxb8  3. Ca6#)
1... Rxb8  2.Dg3+ Ra7  3.Cc8#

1... Cd5/e4/g4/d7  2.Ta8+ Rb6  3.Cd5#

1... Cb7  2.Txb7+ Ra8  3.Dxa4#